# Четыре дня в сентябре
«Четыре дня в сентябре» (порт. O Que É Isso, Companheiro?) — бразильский фильм 1997 года режиссёра Бруну Баррету, продюсерами которого выступили его родители Люси и Луис Карлос Баррету. Фильм основан на мемуарах 1979 года «O Que É Isso Companheiro?» («В чём дело, товарищ?»), написанных политиком Фернанду Габейра.

## Сюжет
В фильме рассказывается история, основанная на реальных событиях — похищении американского посла в Бразилии Чарльза Элбрика в 1969 году организацией «Революционное движение 8 октября» (MR-8), членом которой являлся Габейра и его соратники. Первоначально идея захвата посла с условием освобождения 15 политзаключённых принадлежала самому Габейре.

## В ролях
| Актёр                  | Роль                               |
| ---------------------- | ---------------------------------- |
| Фернанда Торрес        | Мария (Андреа)                     |
| Педро Кордоса          | Паулу (Фернанду Габейра)           |
| Луиш Фернанду Гимараеш | Маркау (Франклин Мартинс)          |
| Клаудия Абреу          | Рене (Вера Силвия Магалянеш)       |
| Алан Аркин             | Чарльз Элбрик посол США в Бразилии |
| Селтон Мелу            | Освальду (Сезар)                   |
| Фернанда Монтенегру    | Маргарида                          |
| Алессандра Негрини     | Лилия                              |
| Фишер Стивенс          | Мовинкел                           |
| Нелсон Дантас          | Толедо (Жоаким Феррейра)           |
| Эдуардо Московис       | Артур                              |
| Отон Бастос            |                                    |
| Милтон Гонсалвес       |                                    |

## Награды и номинации
Фильм был номинирован на многочисленных кинофестивалях, среди них номинация на премию «Оскар» за лучший фильм на иностранном языке в 1998 году. Также фильм был представлен в конкурсной программе 47-го Берлинского международного кинофестиваля в 1997 году.